# 圍長 (圖論)
在图论中，一個圖的圍長定義為這個圖所包含的最短環長。 若這個圖是無環圖，它的圍長則定義做無窮大。 舉例來說，4-環（正方形）的圍長是 4。

## 籠 (Cage)
最小的圍長為 g 的三次圖（3-正則圖）稱做 g-籠（或是 (3,g)-籠）。佩特森圖是唯一的 5-籠，Heawood graph 則是唯一的 6-籠，McGee graph 是唯一的 7-籠，Tutte eight cage 是唯一的 8-籠。 對特定的圍長來說，可能會存在不只一個籠。比如，存在三個不同構的 10-籠，分別都有 70 條邊：Balaban 10-cage、Harries graph、Harries–Wong graph。

The Petersen graph has a girth of 5
The Heawood graph has a girth of 6
The McGee graph has a girth of 7
The Tutte–Coxeter graph (Tutte eight cage) has a girth of 8

## 圍長與圖染色
給定任意正整數{\displaystyle g}和{\displaystyle \chi }，存在一幅圖，其圍長不小於{\displaystyle g}，同時色數不小於{\displaystyle \chi }。例如，格勒奇圖無三角形，且色數為{\displaystyle 4}，然後重複採用梅切爾斯基構造法（格勒奇圖亦是以此法可得），即得任意大色數而無三角形的圖。埃尔德什·帕尔最先用概率方法證明一般的結論：
取{\displaystyle n}個頂點的随机图，每兩點之間各自獨立地以{\displaystyle n^{(1-g)/g}}概率連邊，則當{\displaystyle n}趨向無窮時，大概率（趨向於{\displaystyle 1}）該圖中
長度不逾{\displaystyle g}的環總數不超過{\displaystyle n/2}，同時沒有{\displaystyle n/(2k)}大小的獨立集。所以，在每個短環中移除一點，餘下的子圖至少有{\displaystyle n/2}點，圍長大於{\displaystyle g}，但染色時，每種顏色的點數不能超過{\displaystyle n/(2k)}，即需要至少{\displaystyle k}種色。
若不用概率論證，亦可明確構造圍長和色數皆大的圖，例如有限域上某些線性群的凱萊圖。此類例子同時屬拉馬努金圖，擴展系數大。